# Division 1 1993-94
La Division 1 1993-94 fue la 54.ª temporada del fútbol francés profesional. Paris Saint-Germain resultó campeón con 59 puntos, obteniendo su segundo título.

## Equipos participantes
| Equipo                 | Ciudad        | Estadio                 |
| ---------------------- | ------------- | ----------------------- |
| Angers SCO             | Angers        | Jean-Bouin              |
| AJ Auxerre             | Auxerre       | L'Abbé-Deschamps        |
| FCG Bordeaux           | Burdeos       | Parc Lescure            |
| SM Caen                | Caen          | De Venoix               |
| AS Cannes              | Cannes        | Pierre de Coubertin     |
| Le Havre AC            | El Havre      | Jules Deschaseaux       |
| RC Lens                | Lens          | Félix Bollaert          |
| Lille OSC              | Lille         | Grimonprez Jooris       |
| Olympique de Lyon      | Lyon          | Gerland                 |
| Olympique de Marseille | Marsella      | Vélodrome               |
| FC Martigues           | Martigues     | Francis Turcan          |
| FC Metz                | Metz          | Saint-Symphorien        |
| AS Monaco FC           | Mónaco        | Luis II                 |
| Montpellier HSC        | Montpellier   | La Mosson               |
| FC Nantes              | Nantes        | La Beaujoire            |
| Paris Saint-Germain    | París         | Parque de los Príncipes |
| AS Saint-Étienne       | Saint-Étienne | Geoffroy-Guichard       |
| FC Sochaux-Montbéliard | Sochaux       | Auguste Bonal           |
| RC Strasbourg          | Estrasburgo   | La Meinau               |
| Toulouse FC            | Toulouse      | Stadium de Toulouse     |

## Tabla de posiciones
| Pos. | Equipo                  | Pts. | PJ | G  | E  | P  | GF | GC | Dif. | Clasificación                                            |
| ---- | ----------------------- | ---- | -- | -- | -- | -- | -- | -- | ---- | -------------------------------------------------------- |
| 1    | Paris Saint-Germain (C) | 59   | 38 | 24 | 11 | 3  | 54 | 22 | +32  | Clasificado a la Liga de Campeones de la UEFA            |
| 2    | Marseille (D)           | 51   | 38 | 19 | 13 | 6  | 56 | 33 | +23  | Descenso a Division 2 y clasificado a la Copa de la UEFA |
| 3    | Auxerre                 | 46   | 38 | 18 | 10 | 10 | 54 | 29 | +25  | Clasificado a la Recopa de Europa                        |
| 4    | Bordeaux                | 46   | 38 | 19 | 8  | 11 | 54 | 37 | +17  | Clasificado a la Copa de la UEFA                         |
| 5    | Nantes                  | 45   | 38 | 17 | 11 | 10 | 47 | 32 | +15  | Clasificado a la Copa de la UEFA                         |
| 6    | Cannes                  | 44   | 38 | 16 | 12 | 10 | 50 | 43 | +7   | Clasificado a la Copa de la UEFA                         |
| 7    | Montpellier             | 43   | 38 | 15 | 13 | 10 | 41 | 37 | +4   |                                                          |
| 8    | Lyon                    | 42   | 38 | 17 | 8  | 13 | 38 | 40 | −2   |                                                          |
| 9    | Monaco                  | 41   | 38 | 14 | 13 | 11 | 52 | 36 | +16  |                                                          |
| 10   | Lens                    | 39   | 38 | 13 | 13 | 12 | 49 | 40 | +9   |                                                          |
| 11   | Saint-Étienne           | 37   | 38 | 12 | 13 | 13 | 38 | 36 | +2   |                                                          |
| 12   | Metz                    | 37   | 38 | 12 | 13 | 13 | 36 | 35 | +1   |                                                          |
| 13   | Strasbourg              | 34   | 38 | 10 | 14 | 14 | 43 | 47 | −4   |                                                          |
| 14   | Sochaux-Montbéliard     | 33   | 38 | 10 | 13 | 15 | 39 | 48 | −9   |                                                          |
| 15   | Lille                   | 32   | 38 | 8  | 16 | 14 | 41 | 52 | −11  |                                                          |
| 16   | Caen                    | 31   | 38 | 12 | 7  | 19 | 29 | 54 | −25  |                                                          |
| 17   | Le Havre                | 29   | 38 | 7  | 15 | 16 | 29 | 48 | −19  |                                                          |
| 18   | Martigues               | 27   | 38 | 5  | 17 | 16 | 37 | 58 | −21  |                                                          |
| 19   | Toulouse (D)            | 23   | 38 | 4  | 15 | 19 | 26 | 60 | −34  | Descenso a Division 2                                    |
| 20   | Angers (D)              | 21   | 38 | 4  | 13 | 21 | 37 | 63 | −26  | Descenso a Division 2                                    |

 Fuente: Ligue 1
Notas:
1. ↑  Marseille fue sancionado con el descenso administrativo a Division 2 al completarse la investigación del escándalo de corrupción ocurrido durante la temporada anterior, sin embargo, pese a perder la categoría el equipo mantuvo su derecho a participar en la edición 1994-95 de la Copa de la UEFA.

## Resultados
| Local \ Visitante   | ANG | AUX | BOR | CAE | CAN | HAV | LEN | LIL | LYO | MAR | MAT | MET | MOC | MOT | NAT | PSG | STE | SOC | STR | TOL |
| ------------------- | --- | --- | --- | --- | --- | --- | --- | --- | --- | --- | --- | --- | --- | --- | --- | --- | --- | --- | --- | --- |
| Angers              | —   | 2–2 | 1–3 | 2–0 | 1–1 | 0–0 | 1–2 | 1–2 | 3–1 | 0–1 | 1–3 | 1–2 | 1–1 | 2–3 | 0–0 | 1–1 | 1–1 | 1–2 | 1–3 | 0–0 |
| Auxerre             | 0–0 | —   | 0–1 | 1–0 | 0–0 | 3–0 | 1–0 | 5–0 | 3–2 | 2–2 | 3–0 | 2–0 | 4–0 | 3–1 | 3–1 | 0–0 | 3–0 | 1–0 | 2–1 | 5–1 |
| Bordeaux            | 1–0 | 2–0 | —   | 3–0 | 0–0 | 2–1 | 4–2 | 2–1 | 2–0 | 1–0 | 1–1 | 2–0 | 1–0 | 1–1 | 2–0 | 1–0 | 1–2 | 4–1 | 2–0 | 2–0 |
| Caen                | 2–3 | 1–0 | 1–0 | —   | 1–1 | 1–1 | 1–0 | 2–3 | 1–0 | 1–0 | 4–1 | 1–1 | 0–1 | 0–0 | 0–0 | 0–2 | 1–0 | 2–1 | 3–1 | 1–0 |
| Cannes              | 4–3 | 2–1 | 2–1 | 3–0 | —   | 1–0 | 3–1 | 2–1 | 1–0 | 2–1 | 2–1 | 2–0 | 0–2 | 2–0 | 4–0 | 0–1 | 0–0 | 1–1 | 1–1 | 2–1 |
| Le Havre            | 2–1 | 1–0 | 0–3 | 1–2 | 3–1 | —   | 1–1 | 1–0 | 0–1 | 1–3 | 2–0 | 0–1 | 1–0 | 0–0 | 0–0 | 0–2 | 0–0 | 0–0 | 0–1 | 1–1 |
| Lens                | 0–1 | 1–1 | 1–0 | 2–0 | 2–1 | 5–1 | —   | 1–1 | 2–0 | 2–3 | 1–1 | 2–0 | 3–3 | 2–1 | 1–1 | 1–2 | 3–1 | 2–0 | 0–0 | 4–0 |
| Lille               | 1–1 | 1–1 | 1–1 | 3–1 | 1–0 | 2–2 | 0–0 | —   | 2–1 | 1–2 | 1–1 | 0–4 | 1–1 | 0–0 | 0–0 | 0–2 | 0–2 | 3–1 | 1–1 | 3–0 |
| Lyon                | 1–1 | 1–0 | 4–2 | 2–0 | 2–2 | 1–1 | 1–2 | 0–0 | —   | 1–0 | 0–0 | 2–0 | 1–0 | 3–2 | 2–1 | 1–3 | 1–0 | 1–0 | 2–1 | 1–0 |
| Marseille           | 2–1 | 0–3 | 3–1 | 2–0 | 3–1 | 1–1 | 1–0 | 3–2 | 3–0 | —   | 0–0 | 0–3 | 2–1 | 1–1 | 3–1 | 1–0 | 3–1 | 1–1 | 2–1 | 5–1 |
| Martigues           | 0–0 | 0–1 | 0–0 | 4–1 | 4–0 | 3–0 | 1–2 | 2–2 | 0–1 | 0–3 | —   | 1–1 | 1–3 | 1–1 | 1–2 | 1–1 | 2–1 | 1–1 | 0–3 | 1–1 |
| Metz                | 2–0 | 0–0 | 1–0 | 2–1 | 0–0 | 2–0 | 2–1 | 1–1 | 0–1 | 0–0 | 0–0 | —   | 1–1 | 1–1 | 2–0 | 0–1 | 0–1 | 1–1 | 2–1 | 1–0 |
| Monaco              | 3–0 | 0–1 | 3–2 | 3–0 | 2–0 | 1–1 | 0–0 | 1–0 | 1–1 | 0–0 | 7–0 | 1–1 | —   | 1–2 | 1–0 | 1–1 | 1–1 | 2–0 | 2–1 | 3–0 |
| Montpellier         | 2–1 | 1–0 | 1–0 | 0–0 | 2–1 | 2–1 | 0–0 | 1–3 | 1–1 | 0–2 | 1–0 | 3–2 | 0–3 | —   | 1–0 | 0–0 | 3–0 | 1–0 | 4–0 | 3–1 |
| Nantes              | 2–1 | 1–2 | 4–1 | 1–0 | 0–0 | 3–1 | 2–1 | 2–0 | 1–0 | 0–0 | 2–1 | 2–0 | 1–0 | 0–0 | —   | 3–0 | 1–0 | 2–0 | 2–2 | 4–0 |
| Paris Saint-Germain | 3–0 | 4–0 | 4–1 | 2–0 | 2–1 | 0–0 | 1–0 | 2–1 | 0–0 | 1–1 | 2–2 | 1–0 | 1–1 | 1–0 | 1–0 | —   | 1–0 | 1–0 | 2–0 | 1–0 |
| Saint-Étienne       | 2–0 | 1–0 | 0–0 | 5–0 | 1–2 | 0–0 | 0–0 | 2–1 | 3–0 | 0–0 | 1–1 | 1–0 | 2–0 | 2–0 | 1–1 | 1–2 | —   | 0–0 | 0–0 | 2–2 |
| Sochaux-Montbéliard | 4–1 | 1–0 | 2–2 | 0–0 | 1–1 | 4–2 | 1–1 | 1–0 | 0–1 | 1–1 | 1–0 | 2–1 | 2–0 | 2–1 | 1–1 | 1–2 | 3–2 | —   | 1–3 | 0–0 |
| Strasbourg          | 2–2 | 1–1 | 0–2 | 3–0 | 2–2 | 0–3 | 2–0 | 1–1 | 0–1 | 1–1 | 3–0 | 0–0 | 1–1 | 0–1 | 0–3 | 2–2 | 2–0 | 2–0 | —   | 1–0 |
| Toulouse            | 2–1 | 0–0 | 0–0 | 0–1 | 1–2 | 0–0 | 1–1 | 1–1 | 2–0 | 0–0 | 2–2 | 2–2 | 2–1 | 0–0 | 0–3 | 1–2 | 1–2 | 3–2 | 0–0 | —   |

Promovidos de la Division 2, quienes jugarán en la Division 1 1994/95:
- OGC Nice : Campeón de la Division 2
- Stade Rennais FC : Segundo lugar
- SC Bastia : Tercer lugar

## Goleadores
| #  | Jugador             | Nacionalidad    | Club                   | Goles |
| -- | ------------------- | --------------- | ---------------------- | ----- |
| 1  | Roger Boli          | Francia         | RC Lens                | 20    |
| 1  | Youri Djorkaeff     | Francia         | AS Monaco              | 20    |
| 1  | Nicolas Ouédec      | Francia         | FC Nantes              | 20    |
| 4  | Franck Priou        | Francia         | AS Cannes              | 18    |
| 5  | Sonny Anderson      | Brasil          | Olympique Marseille    | 16    |
| 6  | Alain Caveglia      | Francia         | FC Sochaux-Montbéliard | 15    |
| 7  | David Ginola        | Francia         | Paris SG               | 13    |
| 7  | David Zitelli       | Francia         | FC Metz                | 13    |
| 7  | Didier Tholot       | Francia         | FC Martigues           | 13    |
| 10 | Christophe Lagrange | Francia         | Angers SCO             | 12    |
| 10 | Christophe Cocard   | Francia         | AJ Auxerre             | 12    |
| 10 | Roland Wohlfarth    | Alemania        | AS Saint-Étienne       | 12    |
| 10 | Henk Vos            | Países Bajos    | FC Sochaux-Montbéliard | 12    |
| 14 | Joël Tiéhi          | Costa de Marfil | Le Havre AC            | 11    |
| 14 | Kennet Andersson    | Suecia          | Lille                  | 11    |
| 14 | George Weah         | Liberia         | Paris SG               | 11    |
| 17 | Stéphane Paille     | Francia         | Bordeaux               | 10    |
| 17 | Corentin Martins    | Francia         | Auxerre                | 10    |
| 17 | Pascal Vahirua      | Francia         | Auxerre                | 10    |
| 17 | Jürgen Klinsmann    | Alemania        | AS Monaco              | 10    |
| 17 | Mickaël Madar       | Francia         | AS Cannes              | 10    |
| 22 | Bixente Lizarazu    | Francia         | Bordeaux               | 9     |
| 22 | Philippe Vercruysse | Francia         | Bordeaux               | 9     |